# پیامی از سوی شاه (فیلم)
پیامی از سوی شاه (انگلیسی: Message from the King) فیلمی آمریکایی در سبک جنایی است که در سال ۲۰۱۶ منتشر شد.

## داستان
جاکوب کینگ پلیس آفریقای جنوبی برای دیدن خواهرش به لس آنجلس می‌رود و از توضیحات همسایه خواهرش می‌فهمد که او بعد از ازدواج معتاد شده و با پسر خوانده اش زندگی می‌کرد پس از یافتن جسد خواهرش که شکنجه شده از قاتلان که در کار مواد هستند انتقام می‌گیرد.

## بازیگران
- چادویک بوزمن
- لوک ایوانز
- ترزا پالمر
- آلفرد مولینا
- ناتالی مارتینز
- تام فلتون
- دیل دیکی